# Кабра (Кордова)
Кабра (ісп. Cabra) — муніципалітет в Іспанії, у складі автономної спільноти Андалусія, у провінції Кордова. Населення — 21 266 осіб (2010).
Муніципалітет розташований на відстані близько 330 км на південь від Мадрида, 55 км на південний схід від Кордови.
На території муніципалітету розташовані такі населені пункти: (дані про населення за 2010 рік)
- Ла-Алькайдія: 225 осіб
- Ла-Алькантарілья: 110 осіб
- Лос-Арандас: 21 особа
- Ла-Беніта: 415 осіб
- Кабра: 19818 осіб
- Ла-Естасьйон: 98 осіб
- Ерміта-де-ла-Есперанса: 86 осіб
- Ерміта-Вірхен-де-ла-Сьєрра: 19 осіб
- Гаена - Касас-Гальєгас: 170 осіб
- Ель-Мартінете: 304 особи

## Демографія
Динаміка населення (INE ):

## Галерея зображень

Розташування муніципалітету у провінції Кордова
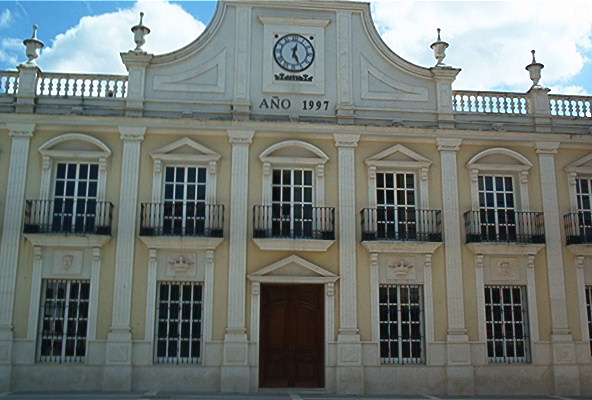
Муніципальна рада